# بلطي (جنس)
بُلطي أو مشط (الاسم العلمي: Tilapia)، جنس أسماك من فصيلة البلطية المتوطنة في موائل المياه العذبة في إفريقيا الجنوبية. في الماضي كان هذا جنسًا كبيرًا جدًا يشمل جميع الأنواع التي تحمل الاسم الشائع لها «بُلطي»، ولكن اليوم يتم وضع الغالبية العظمى منه في أجناس أخرى.

## التصنيف والأنواع
في الماضي، كان جثوم ذهبي (Oreochromis) وذو الأسنان النشارية (Sarotherodon) يُحتفظ بهما في جنس البلطي، ولكن تم التعامل مع هذين النوعين على أنهما أجناس منفصلة من قبل جميع المراجع الحديثة. حتى مع وجودالجنس البلطي المحدود، كانت هناك مؤشرات على أن العلاج التصنيفي كانت توجد فيه مشاكل، وفي عام 2013 أدت مراجعة المجموعة البلطية إلى إزالة معظم أنواع «البلطي» إلى أجناس بلطي التجاويف (Coelotilapia) وذو أسنان التيس (Coptodon) وبلطي شاذ (Heterotilapia) وبلطي أخمص (Pelmatolapia). مع وجود هذه الأجناس المنفصلة، تبقى أربعة أنواع فقط في البلطي:
- Tilapia baloni Trewavas & D. J. Stewart, 1975
- Tilapia guinasana Trewavas, 1936 (Otjikoto tilapia)
- Tilapia ruweti (Poll & Thys van den Audenaerde, 1965) (Okavango tilapia)
- Tilapia sparrmanii أندرو سميث، 1840 (Banded tilapia)

تم الاحتفاظ بها مؤقتًا هنا، لكنها تنتمي إلى تصنايف أخرى:
- "Tilapia" brevimanus جورج ألبرت بولينغر، 1911 – أفرب إلى «ذو الجمجمة الدهنية» irvinei (هو نفسه لا علاقة له بالباقي Steatocranus) و Gobiocichla.
- "Tilapia" busumana (ألبرت غونتر، 1903) – أقرب إلى "Steatocranus" irvinei (هو نفسه لا علاقة له بالباقي Steatocranus) و Gobiocichla.
- "Tilapia" pra Dunz & Schliewen, 2010 – closer أقرب إلى "Steatocranus" irvinei (هو نفسه لا علاقة له بالباقي ذو الجمجمة الدهنية "Steatocranus") و Gobiocichla.

## انطر أيضاً
- خرشقلي